# ران رایت
ران رایت (انگلیسی: Ron Wright; ۸ آوریل ۱۹۵۳ – ۷ فوریهٔ ۲۰۲۱) سیاست‌مدار اهل ایالات متحده آمریکا از ایالت تگزاس بود. او منتخب جمهوری‌خواه برای نمایندگی مجلس نمایندگان ایالات متحده آمریکا از حوزه انتخابیه ششم تگزاس بود. او نخستین عضو رسمی کنگره آمریکاست که به علت ابتلا به کووید۱۹ جان خود را از دست داده‌است. او در ۲۱ ژانویه گذشته علناً از مثبت بودن تست کرونا خود خبر داده بود و به همراه همسرش به این بیماری مبتلا شده بود. او پیش از مرگ سال‌ها با بیماری سرطان مبارزه کرده بود.